# Jair Amador
Jair Amador Silos (São Jorge de Arroios, 21 agosto 1989) è un calciatore portoghese, difensore dell'Eibar.

## Caratteristiche tecniche
È un difensore centrale che ha affermato di ispirarsi al nazionale portoghese Pepe.

## Carriera

### Club

#### Gli inizi alla Villanovense
Nato a San Giorgio di Arroios, freguesia di Lisbona, da genitori capoverdiani, a sei anni viene adottato da una famiglia di spagnoli che si trasferisce a Villanueva de la Serena, nella provincia di Badajoz, in Estremadura. Qui cresce nelle giovanili del Villanovense, espressione calcistica locale, che lo manda in prestito prima all'Hernán Cortés di Badajoz nel 2011 e poi al Miajadas in Tercera División per due stagioni (2011-12 e 2012-13). Ritornato alla base nel luglio del 2013, disputa una stagione da titolare alla Villanovense (appena retrocessa in Segunda División B) con cui però ottiene subito una promozione al terzo livello.

#### Levante B
Nel luglio 2015 si trasferisce al Levante. Nonostante il suo allontanamento dalla Villanovense, Amador resterà sempre legato al suo club d'origine, tanto da diventare socio della società e tifoso, andando ad assistere alle partite in casa della compagine estremegna. Con il club valenzano non troverà molto spazio, se non nella rappresentativa delle riserve, il Levante B, con cui disputa praticamente tutti gli incontri di terza divisione della stagione 2015-16.

#### Huesca
Il 24 giugno 2016 firma un contratto biennale con l'Huesca, in Segunda División, con cui debutta il 20 agosto nella sfida pareggiata 0-0 in casa dell'Alcorcón. Il 2 dicembre 2017 marca la prima rete tra i professionisti nel corso dell'incontro casalingo vinto 3-1 contro il Cordova. Alla fine della stagione 2017-18 Jair scende in campo in tutte le occasioni e segna quattro reti, diventando uno dei protagonisti della storica promozione dell'Huesca in Liga.

#### Maccabi Tel Aviv
Il 7 giugno 2018 sottoscrive un biennale con gli israeliani del Maccabi Tel Aviv, con cui nella sola stagione 2018-19 conquista il campionato israeliano e la Coppa di Lega, oltre la Supercoppa d'Israele 2019.

## Palmarès

### Club

#### Competizioni nazionali
- Coppa di Lega israeliana: 1

Maccabi Tel Aviv: 2018-2019
- Campionato israeliano: 1

Maccai Tel Aviv: 2018-2019
- Supercoppa d'Israele: 1

Maccabi Tel Aviv: 2019